# Mea Sjearim

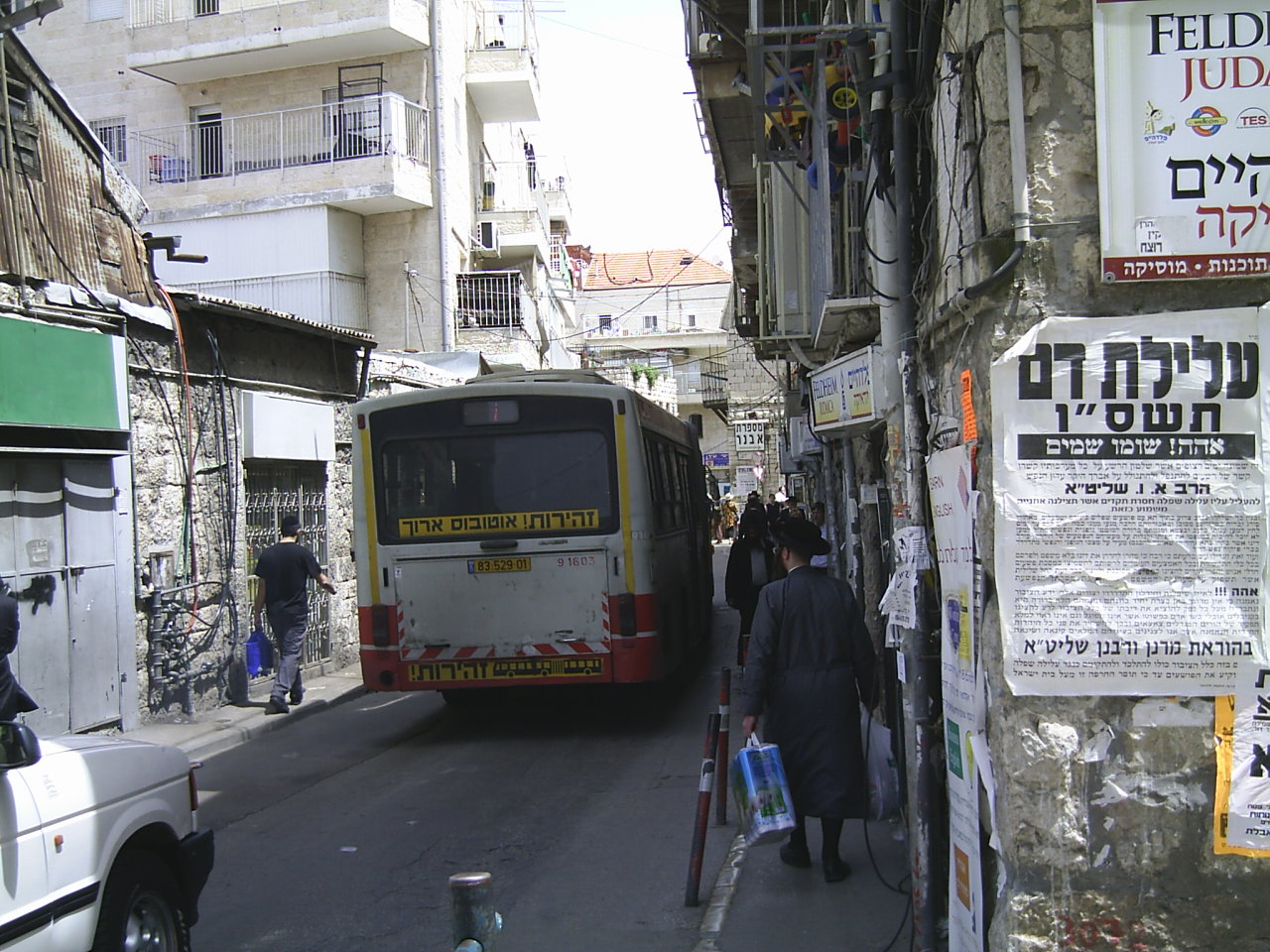
Rechov Mea Sjearim, de smalle hoofdstraat

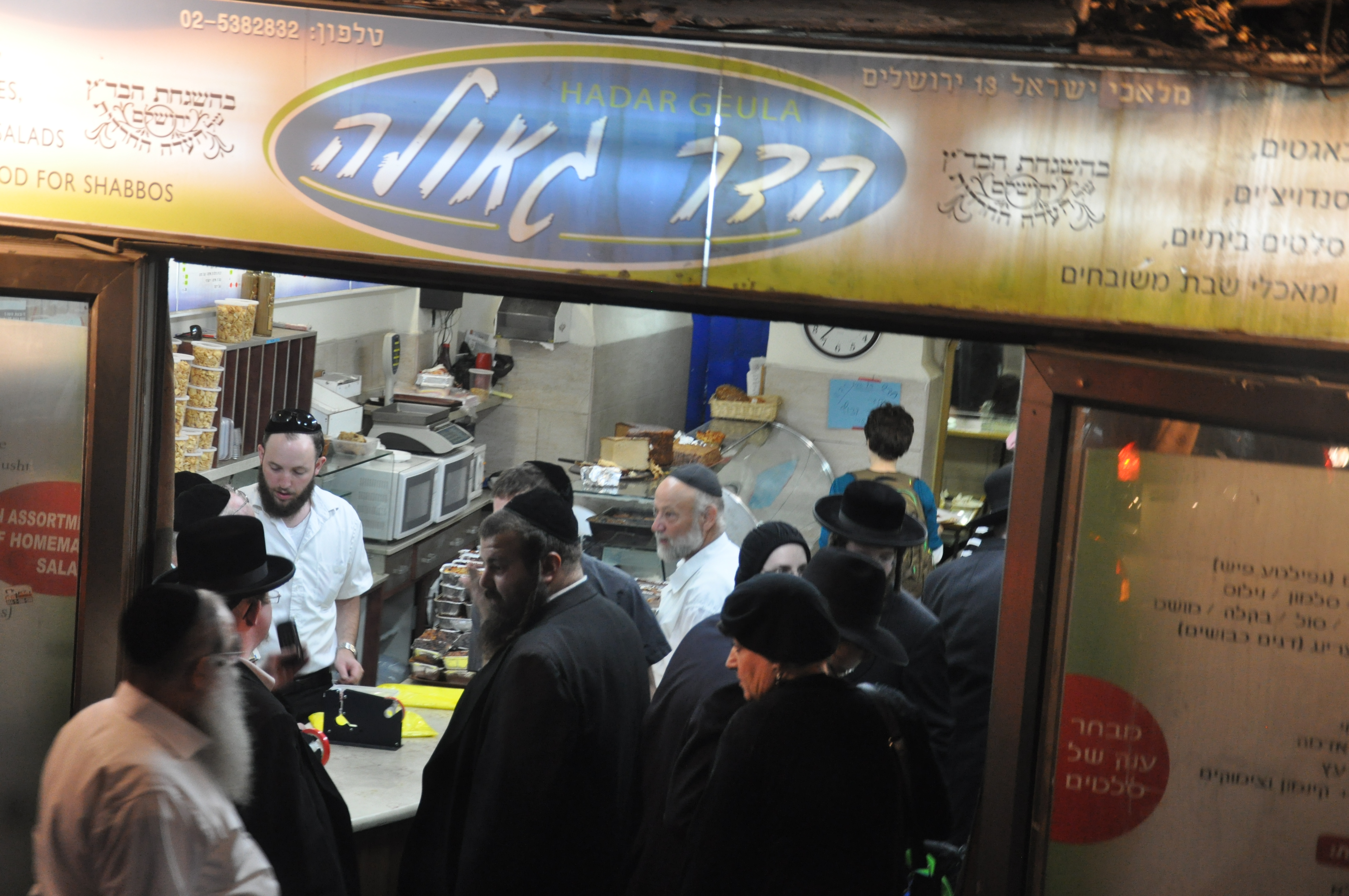
Winkel in Mea Sjearim

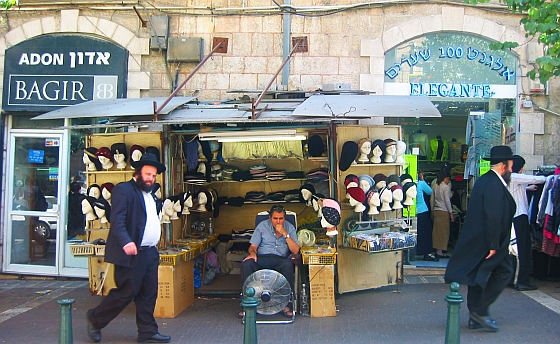
Straat in Mea Sjearim

Mea Sjearim (Hebreeuws: מאה שערים, letterlijk honderd poorten) is een van de oudste wijken van Jeruzalem.
Het werd vanaf ongeveer 1870 gebouwd door chassidische joden die tot dan toe in de Oude Stad woonden. Daar was echter te weinig plaats, en dus kocht men een stuk land ten noordwesten van de stad. Dit land, een moerasgebied, werd bewerkt tot grond om een nieuwe wijk te bouwen: Mea Sjearim.
De wijk staat nu bekend als de meest chassidische wijk ter wereld, en is de thuisbasis van verschillende chassidische bewegingen, zoals Toldos Aharon. Ook de controversiële beweging Neturei Karta is er gevestigd.
De meest invloedrijke overkoepelende organisatie is de Edah HaChareidis, waarin alle in Mea Sjearim gevestigde bewegingen verenigd zijn.
De volgende chareidisch-joodse groeperingen hebben hun hoofdkwartier in Mea Sjearim:
- Dushinsky
- Toldos Aharon
- Toldos Avrohom Yitzchok
- Neturei Karta
- Mishkenos HaRoim
- Brisk
- Lelov
- Slonim

## Cultuur
Mea Sjearim is een wijk met een eigen cultuur. Voor mannen speelt het leven zich af rond de sjoel, de synagoge. Daar komen zij iedere ochtend, middag en avond (zie Joods gebed) en besteden er minstens anderhalf uur per dag. Veel mannen leren en werken gecombineerd halve dagen. Gezinnen hebben veel kinderen, soms wel tien, en de meeste gezinnen zijn vrij arm. Een centrale plaats is de Ein Yaakov markt (Hebreeuws shuk), waar ook het shtieblach is. Een shtieblach is een gebouw met een verzameling kleine ruimtes die als synagoge worden gebruikt door zich continu vormende groepjes mannen. Wanneer zich ergens tien mannen (minyan) verzameld hebben, het aantal dat nodig is voor een openbare gebedsdienst, begint er een nieuwe dienst. Een voorganger (en eventueel Thora-lezer) wordt willekeurig gekozen uit de aanwezigen.

## Toerisme
Mea Sjearim is een beroemde wijk en trekt veel toeristen, een verschijnsel waar de meeste bewoners niet erg blij mee zijn. Er gelden echter strikte regels voor toeristisch bezoek. Deze regels worden onder andere op grote borden aan de ingangen van de wijk aan bezoekers duidelijk gemaakt:
1. Groepen toeristen hebben geen toegang.
2. Vrouwen moeten een lange rok dragen, die tot de enkels komt, dichte schoenen (of sandalen met sokken), en iets dat de schouders, armen en ellebogen bedekt en tot de nek sluit.
3. Mannen dienen beschaafde kleding te dragen.
4. Tijdens sjabbat is het verboden welke vorm van elektronische apparatuur dan ook te gebruiken (zoals mobiele telefoons of een mp3-speler).
5. Het dragen van christelijke of zionistische symbolen (zoals een ketting met kruisje of een Israël-shirt) wordt sterk afgeraden.
6. Het maken van foto's van bewoners wordt niet op prijs gesteld.

Wie deze regels negeert, loopt het risico op minder beleefde wijze aangesproken te worden.
De reden voor het bestaan van deze regels is dat de bewoners van deze wijk in - de voor hen heilige stad - Jeruzalem zijn komen wonen om er een heilig leven te leiden. Zij willen hun stad om deze redenen "Heilig" houden en hebben daarbij geen behoefte aan seculiere "vervuiling" van hun "heilige wijk".
De staat Israël wordt door veel wijkbewoners gezien als de ultieme vertegenwoordiger van het secularisme in Jeruzalem en het "Heilige Land", en zionisme - met name seculier maar tevens religieus zionisme - wordt mede daarom niet op prijs gesteld. Zie ook: Vayoel Moshe